# Сальвадор Маріона
Сальвадор Маріона (ісп. Salvador Mariona, нар. 27 грудня 1943, Санта-Текла) — сальвадорський футболіст, що грав на позиції захисника. По завершенні ігрової кар'єри — тренер. Відомий за виступами в низці сальвадорських клубів, зокрема протягом 13 років грав за клуб «Альянса», грав також у національній збірній Сальвадору.

## Клубна кар'єра
У професійному футболі дебютував 1962 року виступами за команду «Маріо Кальво», наступного року грав у складі іншого сальвадорського клубу «Атланте» з Сан-Алехо.
У 1964 році Сальвадор Маріона став гравцем столичної команди «Альянса». Відіграв за команду із Сан-Сальвадора наступні тринадцять сезонів своєї ігрової кар'єри, постійно був гравцем основного складу команди, двічі у 1966 та 1967 роках ставав у складі «Альянси» чемпіоном країни. У 1977 році перейшов до складу іншої сальвадорської команди «Платенсе Мунісіпаль», у складі якої завершив виступи на футбольних полях у 1978 році.

## Виступи за збірну
У 1965 року Сальвадор Маріона дебютував в офіційних матчах у складі національної збірної Сальвадору. У складі збірної був учасником чемпіонату світу 1970 року у Мексиці, на якому брав участь у всіх трьох матчах збірної на груповому етапі, після якого збірна Сальвадору завершила виступи на першості. У складі збірної грав до 1975 року.

## Кар'єра тренера
Розпочав тренерську кар'єру відразу ж по завершенні кар'єри гравця, 1978 року, очоливши тренерський штаб клубу «Платенсе Мунісіпаль». У 1979 році Сальвадор Маріона очолював клуб «Альянса», після чого працював у структурі клубу, тривалий час був президентом «Альянси».